# Justus Carl Hasskarl
Justus Carl Hasskarl (6 de dezembro de 1811 - 5 de janeiro de 1894) foi um  explorador e botânico holandês .

## Algumas publicações
- 1856. Filices javanicae. Batavia
- 1856. Retzia observationes botanicae de plantis horti botanici Bogoriensis. Leiden
- 1859. Hortus Bogoriensis descr. seu Retziae editio nova (1. Teil, Amsterdam 1858; 2. Teil in Bonplandia)
- 1866. Neuer Schlüssel zu Rumphs Herbarium amboinense. Halle
- 1867. Horti malabarici Rheedeani clavis locupletissima. Dresden
- 1870. Commelinaceae indicae. Viena
- 1847. Plantae javanicae rariores. Berlim

## Homenagens
O gênero botânico Hasskarlia Baill. da família Euphorbiaceae foi nomeado em sua honra.